# Verwaltungsgemeinschaft Frontenhausen
Die Verwaltungsgemeinschaft Frontenhausen im niederbayerischen Landkreis Dingolfing-Landau wurde im Zuge der Gemeindegebietsreform am 1. Mai 1978 gegründet und zum 1. Januar 1980 bereits wieder aufgelöst.
Ihr gehörten die Marktgemeinde Frontenhausen und die Gemeinde Marklkofen an.
Sitz der Verwaltungsgemeinschaft war Frontenhausen.